# Véronique filiforme
Veronica filiformis
Espèce
Classification phylogénétique
La Véronique filiforme (Veronica filiformis) est l'une des 200 espèces de plantes du genre Veronica. Ce genre, traditionnellement classé dans la famille des Scrofulariacées, est aujourd'hui situé dans celle des Plantaginacées.
La Véronique filiforme originaire d'Anatolie du nord s'est naturalisée çà et là en Europe.

## Description
Feuilles : orbiculaires, brièvement pétiolées, à base légèrement cordiforme à atténuée, à sommet arrondi, vert clair, feuilles légèrement pubescentes.
Inflorescence : fleurs solitaires, longuement pédonculées, et axillaires.
Fleurs :  4 sépales, étroitement ovalaires, longs de 2 à 6 mm, à pilosité glanduleuse à leur base ; 4 pétales, ovalaires à orbiculaires, longs de 3 à 5 mm, lilas clair à bleu clair, à veines foncées, et avec un lobe clair corolléen inférieur plus clair ; 2 étamines ; ovaire supère et constitué de 2 carpelles concrescents ; pollinisation par les insectes.
Fruits : rares : capsules pluriséminées, larges de 3 à 7 mm, longues jusqu’à 6 mm, et légèrement pubescentes.

### Floraison
Avril à juillet voire août.

## Habitat
Prés humides, pelouses, bords des rivières, des ruisseaux, des routes ; souvent abondant, étages collinéens et montagneux; sur sols marneux, frais, fertiles, généralement peu calcaires, humifères et sableux, ou autres.

## Aire de répartition
Espèce introduite depuis 1930 dans les jardins comme plante d’ornement et actuellement répandue localement dans une grande partie du monde.